# Lei (achternaam)
Lei (雷) (spreekt uit als Leej) is een Chinese achternaam. Deze achternaam staat op de 69e plaats van de Baijiaxing. Het is ook een van de She achternamen. In Macau wordt Lei gebruikt om de Chinese achternaam Li (李) te romaniseren. Tijdens de Qing-dynastie ontwierp de architectengroep Yangshi Lei/样式雷 vele bouwwerken voor de Mantsjoese keizers. Ze hadden allen de achternaam Lei/雷 en waren zeven generaties aan de dynastie verbonden. Sommige overzeese Chinezen afkomstig uit Siyi hebben hun familienaam geromaniseerd als Louie.
- Vietnamees: Lôi

## Bekende personen met de naam Lei of Lui
- Lei Feng 雷鋒
- Lei Chen
- Lei Sheng
- Lei Yixin
- Lei Jieqiong 雷洁琼
- Lei Ming 雷鳴, Taiwanese zanger
- Lui Yu-Yeung 雷宇揚, Hongkongse acteur
- Lei Po-Chiu 雷普照, bestuurslid van de Hongkongse Kowloon busmaatschappij
- Lei Biwen 雷碧文, Taiwanese voice-overmaakster
- Lei Yu-Ch'i 雷渝齊